# George Howard (maréchal)
George Howard (17 juin 1718 - 16 juillet 1796) est un officier et homme politique britannique. Après avoir commandé le 3e régiment d'infanterie à la bataille de Fontenoy en mai 1745 pendant la guerre de Succession d'Autriche et après avoir commandé à nouveau ce régiment à la bataille de Falkirk Muir et à la bataille de Culloden pendant la rébellion jacobite, il retourne sur le continent et combat à la bataille de Lauffeld. Il commande ensuite une brigade à la bataille de Warburg pendant la guerre de Sept Ans. Il devient ensuite gouverneur de Minorque.

## Carrière militaire
Il est le fils du lieutenant-général Thomas Howard et de son épouse Mary Howard (née Moreton, fille de William Moreton (en), évêque de Meath). Il fait ses études à la Westminster School et à Christ Church d'Oxford et est nommé lieutenant dans le régiment de son père (plus tard le 24e Régiment d'infanterie) en 1736. Il est promu capitaine en 1737 et transféré au 3e régiment d'infanterie en 1739. Promu lieutenant-colonel le 2 avril 1744, il commande le 3e régiment d'infanterie à la bataille de Fontenoy en mai 1745 pendant la guerre de Succession d'Autriche.

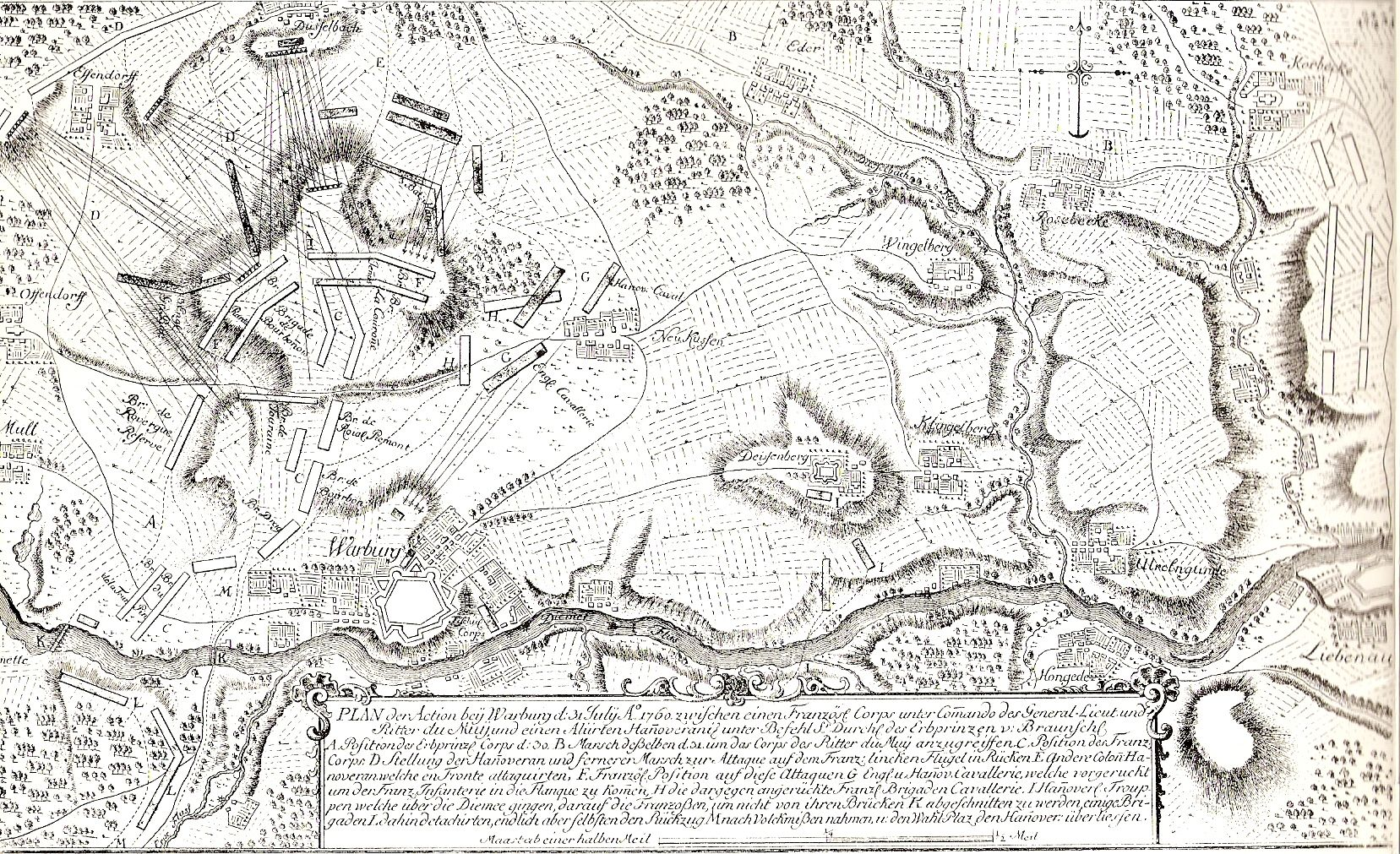
Plan de la bataille de Warburg où Howard mena sa brigade à la victoire

Howard commande à nouveau le 3e régiment d'infanterie, sous les ordres du duc de Cumberland, à la bataille de Falkirk Muir en janvier 1746 et à la bataille de Culloden en avril 1746 pendant la rébellion jacobite et est accusé de traiter durement les highlanders vaincus. Il retourne ensuite sur le continent et combat à la bataille de Lauffeld en juillet 1747. Il succède à son père comme colonel du 3e régiment d'infanterie en août 1749. Il participe ensuite au Raid sur Rochefort en septembre 1757 et, promu major-général le 24 janvier 1758, il commande une brigade, sous les ordres du marquis de Granby, à la bataille de Warburg en juillet 1760. pendant la guerre de Sept Ans. Il est promu Lieutenant général le 14 mars 1761.
Howard devient député de Lostwithiel en 1761 et, après avoir été nommé chevalier compagnon du bain au début de 1763, il devient colonel du 7e régiment de dragons (The Queen's Own) en août 1763. Il acquiert Stoke Place dans le Buckinghamshire comme maison de campagne en 1764.
Howard quitte le Parlement et devient gouverneur de Minorque en 1766. Après avoir quitté son poste de gouverneur de Minorque, il devient gouverneur de l'Hôpital royal de Chelsea en février 1768 et est élu député de Stamford la même année.
Promu général à part entière le 6 septembre 1777, Howard devient colonel des 1st (The King's) Dragoon Guards en avril 1779. Il est promu maréchal le 18 octobre 1793 et nommé au poste honoraire de gouverneur de Jersey en juillet 1795. Il meurt à son domicile londonien de Grosvenor Square le 16 juillet 1796 et est enterré à Great Bookham dans le Surrey.

## Famille
Le 16 février 1747, Howard épouse Lucy Wentworth (soeur de William Wentworth, comte de Strafford), à la chapelle de King Street à St James's, Westminster et ont une fille Anne. Après la mort de sa première femme, Howard épouse Elizabeth Beckford, la veuve de Thomas Howard, 2e comte d'Effingham, il n'y a pas d'enfants du deuxième mariage.

## Sources
- Tony Heathcote, The British Field Marshals, 1736–1997: A Biographical Dictionary, Barnsley, Leo Cooper, 1999 (ISBN 0-85052-696-5)